# Melicytus ramiflorus

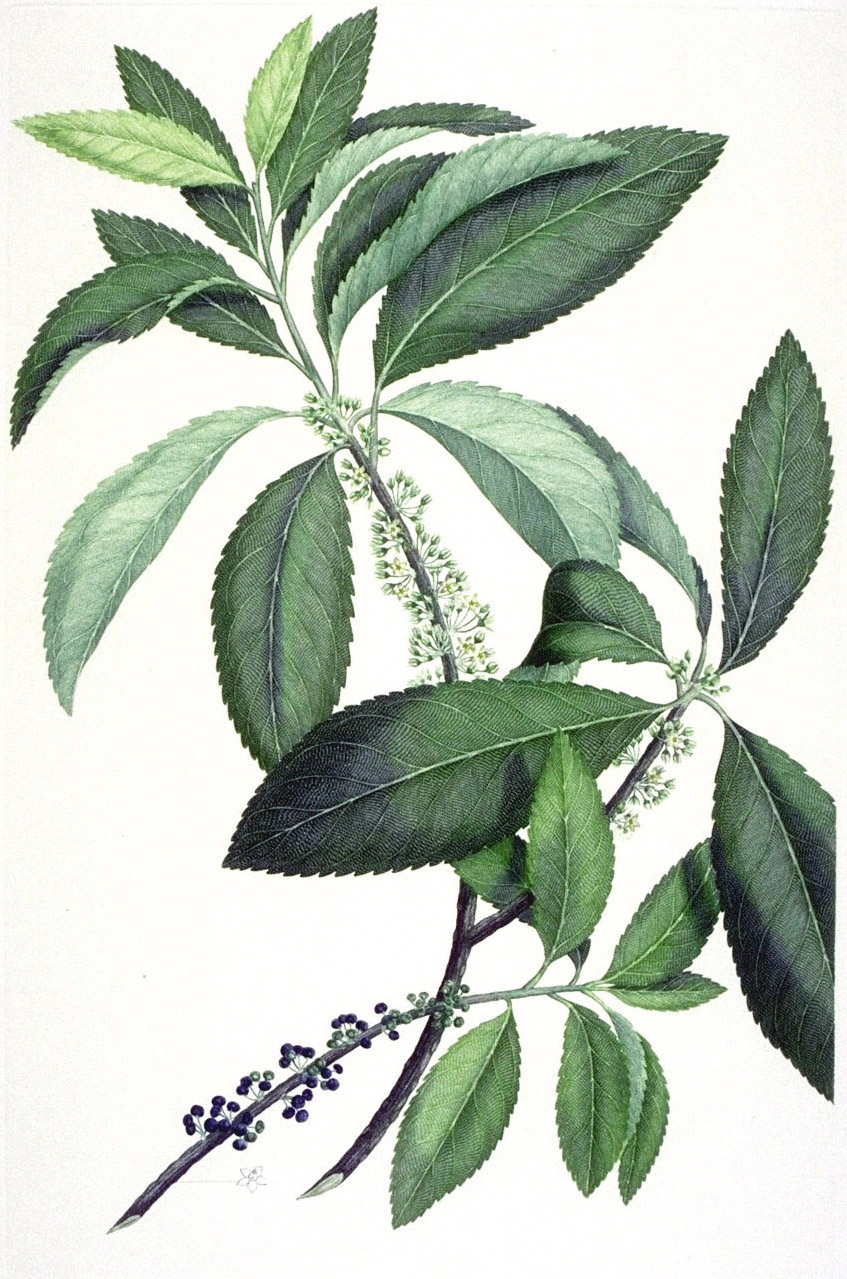
Ilustración botánica de Gerald Sibelius

Melicytus ramiflorus, Mahoe o Palo blanco (Whitey-wood) es un árbol pequeño de la familia Violaceae endémico de Nueva Zelanda.

## Descripción
Alcanza hasta 10 metros de alto con un tronco de hasta 60 cm de diámetro, tiene una corteza lisa y blancuzca y ramitas quebradiza. Las hojas son verde oscuras y "alternadas", miden 5-15 cm de largo y 3-5 cm de ancho y sus bordes están finamente serrados ( sin embargo esta característica es menos pronunciada en plantas más jóvenes). Las plantas son dioicas y las pequeñas flores son de color amarillento, entre 3 y 4 mm de diámetro y salen en fascículos, creciendo rectos desde las ramitas desnudas- esas flores tienen una fragancia fuerte y agradable. Las hojas tienen un llamativo color violeta en madurez y son más o menos esféricas con un diámetro entre 3 y 4 mm. La floración ocurre a finales de primavera ( hemisferio sur )- y sigue en verano mientras las bayas aparecen más tarde en verano y también en otoño.
Las bayas de este árbol son comidas por varias especies nativas, incluyendo el kereru y el tui, mientras los geckos del género Naultinus han sido también observados suplementar su dieta primordialmente insectívora con el consumo de esas bayas. 
El mahoe se encuentra en todos los bosques de baja altitud de Nueva Zelanda y se le ve frecuentemente en áreas de regeneración de bosque.

## Subespecies
En anteriores análisis, cuatro subspecies de M. ramiflorus eran reconocidas: subsp. ramiflorus de Nueva Zelanda, subsp. oblongifolius de la Isla Norfolk, subsp. fastigiata de Fiyi y subsp. samoensis de Samoa y Tonga. Estudios más recientes, especialmente aquellos de Art Whistler, han indicado que aquellas subespecies deben ser consideradas como especies en su propio derecho.

## Taxonomía
Melicytus ramiflorus fue descrita por J.R.Forst. & G.Forst. y publicado en Char. Gen. Pl. 62, en el año 1775.
sinonimia
- Tachites umbellata Sol. ex Gaertn.[1]